# Frontier (film)
Pour les articles homonymes, voir Frontier.
Pour plus de détails, voir Fiche technique et Distribution.
Frontier (Рубеж, Roubej) est un film russe réalisé par Dmitri Tiourine, sorti en 2018.

## Synopsis
Mikhail Shurov, cynique homme d'affaires, est projeté en plein cœur du siège de Léningrad. 

## Fiche technique
- Titre original : Рубеж, Roubej
- Titre français : Frontier
- Réalisation : Dmitri Tiourine
- Scénario : Alexandre Chevtsov
- Pays d'origine : Russie
- Format : Couleurs - 35 mm - 2,35:1
- Genre : action, aventure, drame
- Durée : 98 minutes
- Date de sortie :
  -  Russie : 22 février 2018

## Distribution
- Pavel Priluchnyy (VF : Pierre Lognay) : Mikhail Shurov
- Semion Treskounov : Alexeï Shurov, le grand-père de Mikhail
- Elena Lyadova : Maria Chourova
- Igor Sklyar : Alexeï Vasilievitch Shurov
- Alexander Korshunov : le père de Mikhail

## Distinction

### Sélection
- Utopiales 2018 : en compétition.